# Jakob Ceconi
Jakob Ceconi (* 23. August 1857 in Gemona del Friuli, Königreich Lombardo-Venetien, Kaisertum Österreich; † 21. Juni 1922 in Salzburg, Österreich) war ein österreichischer Baumeister und Architekt.

## Biographie
Der Sohn des nach Salzburg zugewanderten furlanischen Baumeisters und Architekten Valentin Ceconi (1823–1888) und dessen Frau Eva, geb. Ostermann, kam kurz vor der Übersiedlung seiner Eltern in Gemona zur Welt, verbrachte seine Jugend bereits großteils in Salzburg. Nach einem Architekturstudium bei Heinrich Ferstel in Wien und einem Studienaufenthalt in Rom trat er 1884 als Kompagnon in die von seinem Vater gegründete Baufirma ein und übernahm nach dem  Ableben seines Vaters im Jahr 1888 die Leitung des Unternehmens, welches mit über 1000 Beschäftigten die größte Baufirma Salzburgs war. 1883 heiratete er in Innsbruck Anne Schädler, mit der er 1884 einen gemeinsamen Sohn Karl hatte  (* 1884, † 1946) hatte.
Seine Erfindung, die Erzeugung von Bauteilen in Steinguss, machte ihn weithin bekannt und seine Baufirma auf Jahre hinaus konkurrenzlos. Innerhalb von zehn Jahren errichtete die Firma Valentin Ceconi & Sohn unter seiner Führung etwa 200 größere Bauwerke und wuchs zu einem der bedeutendsten Bauunternehmen im gesamten Alpenraum an. Ceconi übernahm bei vielen Aufträgen sowohl die Ausführung als auch Planung der Bauwerke, arbeitete aber auch immer wieder mit renommierten Architekten wie Josef Wessicken und Karl Pirich zusammen.
Nach seinem Ableben wurde er am Salzburger Kommunalfriedhof im Familiengrab beigesetzt. Die Firmenleitung übernahm sein Sohn Karl.

## Bekannte Bauten
Zu den bekanntesten Bauten Jakob Ceconis in Salzburg zählen das Bazargebäude (1881–1882, 1901–1906), in dem neben dem Café Bazar auch das Bankhaus Carl Spängler seinen Firmensitz unterhält. Von 1890 bis 1892 zeichnete er für die Errichtung des von Joseph Wessicken geplanten (neuen) Schlosses Grubhof in Sankt Martin bei Lofer verantwortlich. 1893 folgte die Fertigstellung des Generali-Hofes in der Paris-Lodron-Straße, wobei sich auch hier Wessicken als Architekt auszeichnete. Von 1892 bis 1898 erbaute er, wiederum nach Plänen Wessickens, die Andräkirche in der Salzburger Neustadt. Weiter entstanden, teilweise nach eigenen Plänen Ceconis, das Haus Zwink in der Schrannengasse (1894), die (ehemalige) Sternbrauerei in der Riedenburg (1898–1907), die Infanteriekaserne am Franz-Josef-Kai in Lehen (1898–1899; heute Christian-Doppler-Gymnasium), die Volks- und Bürgerschule St. Andrä (1900; Planung Stadtbauamt) und von 1901 bis 1903 in Zusammenarbeit mit Karl Pirich die Antoniuskirche in Itzling.
Erwähnenswert sind noch die Villen Rudolfskai 50 und 52 sowie weitere seit den 1890er Jahren entstandene Villen am Giselakai, das Versorgungshaus in Nonntal, die Volksschulgebäude in Itzling und Mülln, das Kinderspital und das alte Leichenhaus am Salzburger Kommunalfriedhof.